# Nikko Dogz
Nicolas Reynaud, dit Nikko Dogz, né le 10 juin 1976 à Chevreuse (Yvelines), est un comédien et chanteur français.

## Biographie

### Formation
De 1993 à 1995, Nikko Dogz fréquente le lycée autogéré de Paris (LAP) où il fait de la batterie et du théâtre. Il participe à une représentation du spectacle le Rocky Horror Picture Show, qui lui donne goût à la scène.
Il continue ses études à l’Université Paris Nanterre où il se spécialise dans l’Histoire de l’Art et l’Archéologie. Il y fait des stages de clown et rencontre l'actrice Nicole Felix qui le forme au clown et à la Commedia dell'arte. Il est diplômé en 1999.

### Débuts
En 1996, il monte un groupe de musique fusion, funk et punk, Slinky Blond Sexy avec des amis et sortent un album Suce mon beat en 2007, enregistré au studio CBE.
En mai 1998, il rencontre au Festival de Cannes le clown Jango Edwards avec qui il réalise des reproductions de performances d’acteurs, ce dernier lui apprend sa vision du métier de clown, et la même année, il monte un duo humoristique avec Fabio Avon, sous le nom de Zeu Dogz. Le duo se fait repérer en août de cette même année par Nicolas Perron, directeur des programmes du Théâtre du Carré Blanc à Paris, et ils y rencontrent les comédiens Éric Chitcatt, qui est alors à la programmation, et Jean-Luc Lemoine.
Ils rencontrent à la même période Alain Degois, dit “Papy”, qui les conseille pour leurs spectacles. 
Ils sont signés en novembre 1998 par Philippe Richard, producteur et gérant du Carré Blanc.
Nikko Dogz se fait également remarquer lors d’événements tels que le festival Juste Pour Rire Montréal en 2000, dans lequel il est produit par Philippe Richard, le Dinard Comedy Festival en 2006, et le festival du rire de Puy Saint Vincent en 2005 et 2008.

### Révélation
Les deux membres du duo Zeu Dogz se retrouvent invités sur les plateaux de plusieurs émissions télévisées d’humour :
De 1998 à 2003, ils participent à l’émission Les coups d’humour sur TF1.
En 2006, ils font Drôle de Scène sur M6 présenté par Laurent Boyer.
En 2008, ils font une prestation sur l’émission Plié en Quatre sur France 4 présentée par Cyril Hanouna.
En 2005, Nikko Dogz joue le rôle du témoin de mariage dans Mon incroyable fiancé sur TF1 et rencontre Laurent Ournac. Cette émission lui permet d’atteindre une petite notoriété dans sa carrière.
En 2009, le duo Zeu Dogz se sépare et Nikko Dogz s’investit complètement dans sa carrière solo en commençant par réaliser son propre One Man Show et en effectuant des concerts sous le nom de Bad Dog Crooner où il fait des reprises d’artistes tels que Frank Sinatra ou Dean Martin avec une voix Soul. Il sort également un album éponyme Love Glove enregistré au studio CBE, avec ses amis du groupe Slinky Blond Sexy, arborants désormais le nom de Love Glove.
En 2010, il participe au pilote de l'émission de Jean-Luc Lemoine Télé Lemoine, produite par Thierry Ardisson. Il y rencontre Tony Saint Laurent qui y participe également.

### Succès
En 2015, Nikko Dogz joue dans la pièce de théâtre Les Faux British, mise en scène par Gwen Aduh, qui obtient un prix Molière de la comédie en 2016.
En 2016, Nikko Dogz joue dans la pièce de Gwen Aduh, Le Grand Frisson.
En 2018, il apparaît dans le film Un Incroyable Show, produit par Emmanuel Joucla et Eric Massot, où il rencontre Jean Dujardin, Florence Foresti et Michaël Youn.
Durant la même année, Nikko Dogz joue dans la pièce de théâtre Le gros diamant du Prince Ludwig, mise en scène par Gwen Aduh, qui obtient également un prix Molière de la comédie.

## Engagement
Nikko Dogz s’engage contre la pédophilie et l’antisémitisme au travers de ses One Man Show et de son spectacle The Fucking Horror Show, mis en scène par Alain Degois.
Il est intervenu avec Eric Chitcatt au sein de l’association Agena pour militer contre les femmes battues et y reprend Femme je vous aime de Julien Clerc.
Il a effectué des spectacles gratuits pour les sans-abris auprès de la Fondation Abbé Pierre.
Il est également engagé auprès de Médecins sans frontières.

## Théâtre
- 2016 : Le Grand Frisson[11]
- 2016 : Les Faux British [16]
- 2018 : Le gros diamant du Prince Ludwig[13]
- 2023 : Sacré Pan !

## Spectacles
- 2009 : Bad Dog Crooner
- 2013 : Dégénérés[17]
- 2013 : L’erreur est cubaine [18]

## Télévision
- 1998-2003 : Les coups d’humour[5]
- 2003 : Drôle de Scène[6]
- 2005 : Mon incroyable fiancé[8]
- 2008 : Plié en Quatre[7]

## Cinéma
- 2010 : Simon et Bouvier contre l’éventreur[19]
- 2018 : Un Incroyable Show[12]

### Moyen métrages
- 2010 : Monsterz[20]
- 2011 : Mambo Joe[21]
- 2013 : Dégénérés
- 2013 : La Maison d’Albert Fish[22]

## Musique
- 2007 : Suce Mon Beat[2]- Slinky Blond Sexy[1]
- 2009 : Love Glove - Love Glove

## Distinctions
- 2006 : Luron du public au Dinard Comedy Festival
- 2016 : Prix Molière de la comédie pour Les Faux British[10]
- 2018 : Prix Molière de la comédie pour Le gros diamant du Prince Ludwig[14]